# Marie Thérèse Geoffrin

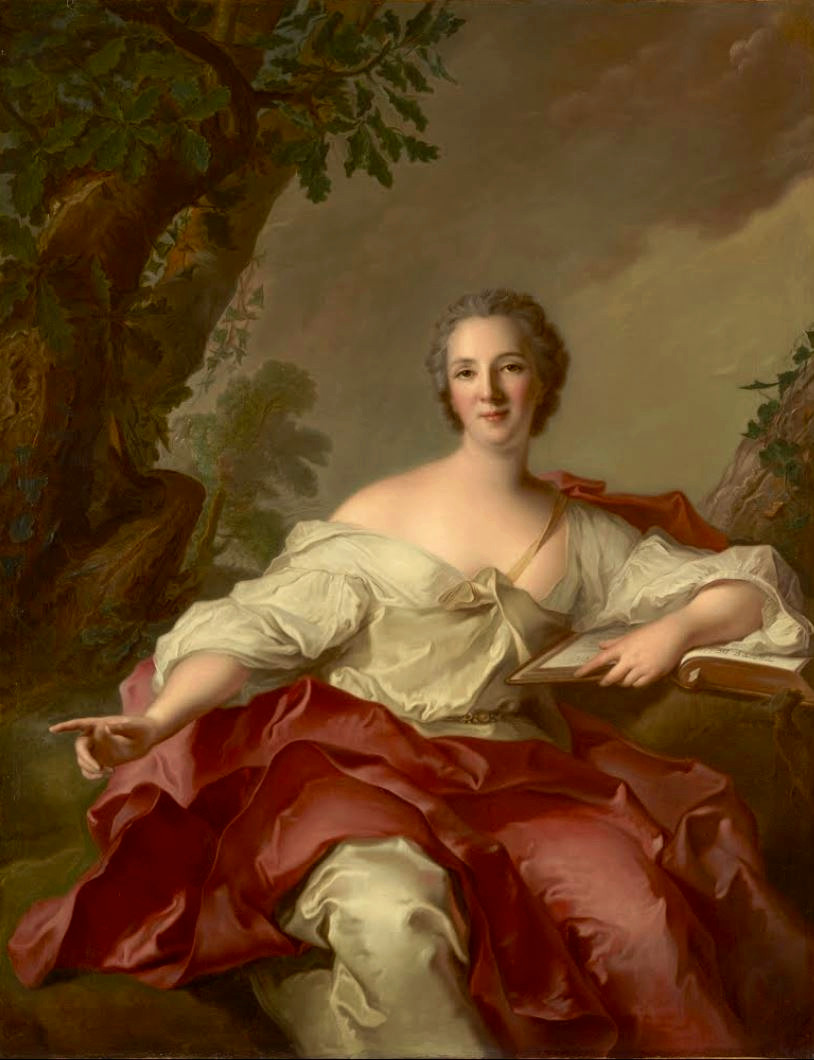
Marie Thérèse Geoffrin

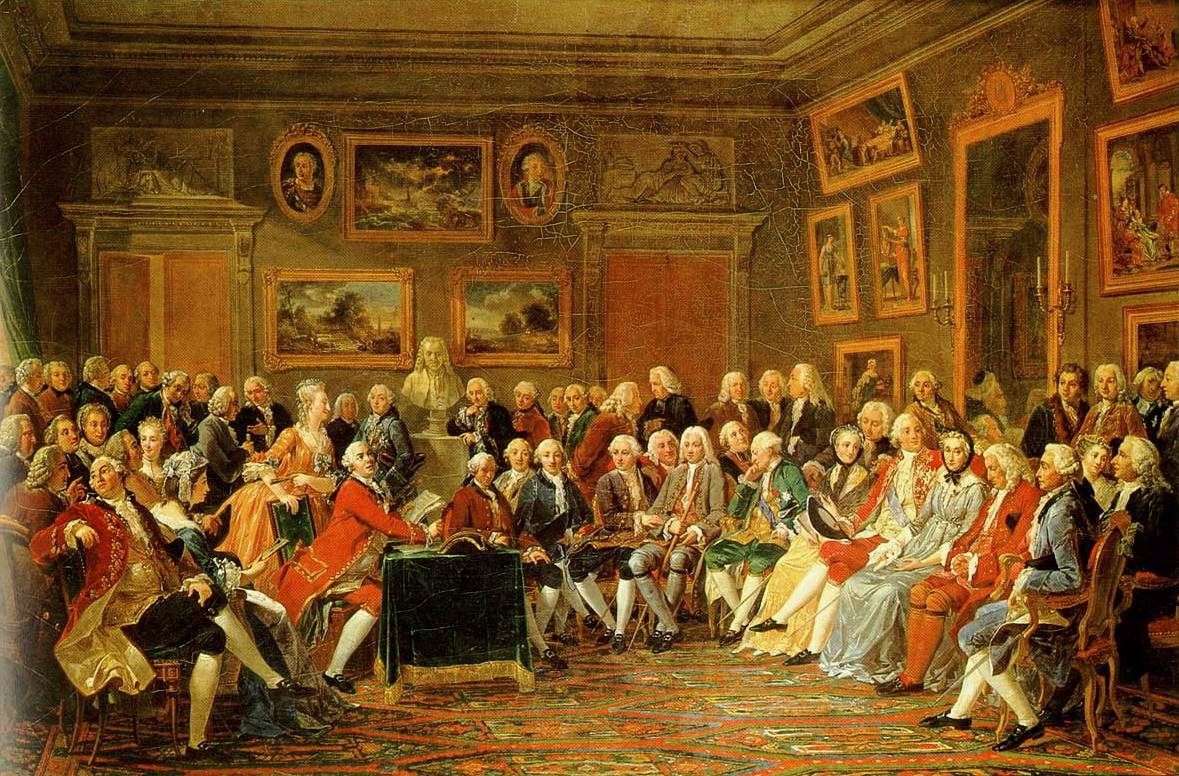
Madame Geoffrins salong i Paris år 1755. Oljemålning, Chateau de Malmasion, Rueil - Malmaison, France. Madame Geoffrin reser sig upp i orange klänning till vänster, med en hand på stolen framför.

Marie Thérèse Geoffrin, född Rodet 26 juni 1699, död 6 oktober 1777, var en fransk societetsdam, värd för en berömd litterär salong i Paris. Hon höll en av historiens mest berömda salonger, vilken mellan 1750 och 1777 var ett centrum för den upplysningens idéer och debattlokal för den europeiska upplysningstidens filosofer. Med sitt värdskap och sitt sätt bildade hon mönster för tidens sällskapsregler och samtalsmetoder, och med sin roll som mecenat och stöd för upplysningens tänkare och konstnärer uppfattas hon som en av förgrundsgestalterna för den franska upplysningstiden.

## Bakgrund
Marie Thérèse Rodet var dotter till Pierre Rodet, betjänt till hertiginnan av Burgund, och Angelique Thérèse Chemineau. Moderlös ett år efter födseln uppfostrades hon med sin bror av mormodern i Paris. Hon ska aldrig själv ha fått någon egentlig utbildning. Hon blev den 19 juli 1713 gift med den mycket förmögne Francois Geoffrin, överste vid nationalgardet och generalkassör vid Saint-Gobain Venetianska spegelfabrik. Från år 1717 var hon en ofta sedd gäst i salongen hos Alexandrine de Tencin, den då största salongen i Paris, och det har föreslagits att hon där, i samtal med den tidens filosofer, som Fontenelle, abbe de Saint-Pierre och Montesquieu, skaffade sig sin utbildning. Vid Alexandrine de Tencins död år 1749 öppnade Geoffrin 1750 sin egen salong.

## Salongsvärd
Under ledning av Geoffrin, Julie de Lespinasse och Suzanne Necker, blev salongen helt ett centrum för konstnärer, filosofer och intellektuella snarare än adeln. Geoffrins utformning av salongen var stilbildande för salongerna i resten av Europa, och hon har kallats skaparen av upplysningstidens salong: hon lanserade lunchen som den ideala tidpunkten i stället för middagen; hon införde vanan att alltid hålla salong på en särskild dag i veckan; hon reglerade och organiserade salongen enligt bestämda öppettider och utformade det som ett intellektuellt debattforum. Geoffrins höll öppen salong två dagar i veckan; på måndagar för konstnärer, på onsdagar för filosofer.
Hennes salong var känd över hela Europa och ett mål för utlänningar och turister på besök i Paris; ett besök i hennes salong gav nästan lika stor status som ett besök vid hovet i Versailles, och det sades att ingen ambassadör eller utländsk besökare passerade Paris utan att ha försökt få en inbjudan till hennes salong. Hon satte också mönstret för ett korrekt umgängesvett i Paris. Som person anses hon ändå inte ha varit intellektuell eller vacker och det har sagts att hon strålade genom de berömda personer hon umgicks med. Som konstmecenat beställde hon konstföremål av artisterna och gav dem själva gåvor. De tavlor hon beställde har sedan blivit berömda. Hon brevväxlade med många statsöverhuvuden, som Katarina den stora och kung Stanislaw August av Polen.
Liksom andra salongsvärdar avböjde hon och hennes dotter erbjudandet att bli presenterade vid hovet eftersom hon inte ville ge intrycket att det var finare att bli emottagen vid hovet än i en salong. Hennes främsta rival var Marie Anne du Deffand, som föraktade henne eftersom hon inte var adlig.
Hennes dotter, Marie-Thérèse de La Ferté-Imbault, höll 1771-1777 sin egen salong i moderns hus, Lanurelusorden, som hon framställde som en motvikt till moderns seriösa salong.